# Raucherentwöhnungsprogramm
Bei einem Raucherentwöhnungsprogramm handelt es sich um einen multimodalen Therapieansatz, mit dem Ziel einem Raucher das Bedürfnis zum Rauchen, möglichst dauerhaft, zu nehmen. Während die Erfolgsquote einer Raucherentwöhnung im Selbstversuch bei etwa 3–5 % liegt, lässt sich diese durch professionelle Hilfe deutlich steigern. In wissenschaftlich fundierten Raucherentwöhnungsprogrammen erfolgt in der Regel eine psychosoziale Begleitung der Patienten über einen längeren Zeitraum sowie eine individuelle Kombination verschiedener Therapieformen.

## Therapiebausteine
Die aktuelle Leitlinie zur Behandlung von Rauchen und Tabakabhängigkeit empfiehlt nach der Ausschöpfung niederschwelliger Verfahren (Kurzberatung, Telefonberatung oder Internet-  bzw. Smartphonegestützte Verfahren) die verhaltenstherapeutische Einzel- oder Gruppenbehandlung, ggf. in Verbindung mit Medikamenten. Liegt eine körperliche Entzugssymptomatik vor, sollen Medikamente vorgeschlagen werden. Sollte eine Nikotinersatztherapie (z. B. Nicotinpflaster oder schnell wirksame Nikotinpräparate wie Nikotinkaugummi, Mundspray) nicht wirksam sein, soll nach Prüfung von Indikationen bzw. Kontraindikationen Nicotin-Agonisten angeboten werden.
Am erfolgreichsten ist eine multimodale individuelle Therapie nach vorheriger Analyse der Rauchgewohnheiten, Auslöser, sozialer Umstände und der Schwere der Sucht (z. B. mittels Fagerström-Test bzw. den FTND). Es sollten Strategien entwickelt werden, um einem aufkommenden Suchtdruck (Substanzverlangen) zu begegnen und der Motivationsprozess muss zu jeder Zeit gestärkt werden. Manche Behandlungsformen, wie z. B. die Aversionstherapie oder das Abschließen eines Vertrages sind nur in Einzelfällen zielführend, während es bei der begleitenden ärztlichen medikamentösen Therapie sowie der kognitiven Verhaltenstherapie bzw. einer psychosozialen Unterstützung gute wissenschaftliche Daten über deren Wirksamkeit gibt. Insbesondere die Kombination dieser beiden Therapieprinzipien stellt heute die fundamentalen Säulen einer modernen strukturierten Raucherentwöhnung dar. Dies spiegelt sich auch in dem Sachverhalt wider, dass es sich i. d. R. um körperliche sowie psychische Abhängigkeit handelt.
- Medikamentöse Therapie:[8][12][5][13][3]
  - Nicotinersatzpräparate (Nicotinagonisten)[14][15][16] (Pflaster, Kaugummi, Microtablette, Nasenspray (verschreibungspflichtig), Inhalator)
  - Vareniclin (Champix in der EU, Chantix in den USA) – partieller Agonist und vollständiger Nicotinantagonist[17][18][19]
  - Bupropion (Zyban, ein atypisches Antidepressivum)[20][21]
  - Andere Antidepressiva z. B. Nortriptylin,[22] in ausgewählten Fällen „Off-Label-Verschreibung“
  - Einzelsubstanzen mit Wirksamkeitsnachweis, aber ohne Zulassung in Deutschland:[5] Cytisin (Tabex – hauptsächlich in Polen und Bulgarien), Clonidin
- Verhaltenstherapie (eine Form der Psychotherapie):[4][8]
  - Identifikation individueller situativer Risiken
  - Selbstkontrolle (entweder als Punktschlussmethode, d. h. ein sofortiger Rauchstopp, oder als sukzessive Reduktion der Konsummenge)
  - Bewältigungsstrategien für Risikosituationen
  - Psychosoziale Unterstützung
  - Rückfallanalyse und Management inkl. Rückfallprophylaxe
  - Aversionstherapie (z. B. Überdosis Nikotin oder Silberacetat zur negativen Konditionierung)
  - Kontingenzvertrag
  - behaviorale Techniken auf Basis des Approach-Avoidance-Task wie Retraining in sensu[23]
- Weitere Verfahren:
  - Hypnose/Trancearbeit (vgl. Hypnotische Trance)
  - Entspannungstechniken wie Autogenes Training oder Progressive Muskelentspannung (nach Edmund Jacobson)
  - Sport
  - Inanspruchnahme eines Tabakoloogs (in Belgien)

Eine begleitende medikamentöse Therapie ist wegen Anwendungsbeschränkungen, Gegenanzeigen und möglicher Nebenwirkungen Ärzten vorbehalten, die Erfahrung in dieser Behandlung haben. Einige Medikamente sind verschreibungspflichtig. Manche Kombinationen von Medikamenten steigern die Wirksamkeit, manche haben jedoch auch eine entgegengesetzte Wirkung. Insbesondere in der Schwangerschaft sind manche Medikamente kontraindiziert, ein Rauchstopp ist jedoch für den Fötus gerade besonders wichtig.
Ein wichtiger Bestandteil des Gesamtkonzeptes sollte ein festgelegter Termin für das Aufhören („Rauchstopptermin“ bzw. englisch quit date) sein, an dem der Raucher seinen Zigarettenkonsum beendet. Der Beginn und die Aufdosierung einer eventuell begleitenden medikamentösen Therapie richtet sich nach diesem Termin, der an die persönlichen Umstände des Patienten angepasst sein sollte. Eine ledigliche Reduktion der Anzahl der Zigaretten ist nicht wirksam bzgl. einer Verbesserung der Lungenfunktion und stellt keine Alternative zum Rauchstopp dar.
Auch bei bereits diagnostiziertem Lungenkrebs oder anderen Folgeerkrankungen lohnt sich eine Therapie. Studien zeigen, dass die Wirksamkeit einer Behandlung der Krebserkrankung nach erfolgreicher Abstinenz steigt.